# Rafael Otero López
Rafael Otero López (Piura, Perú, 31 de diciembre de 1921 - Piura, Perú, 30 de noviembre de 1997) fue un compositor peruano.

## Biografía
Estudió en el colegio N°21 de su ciudad natal. En 1936 forma el trío Los Amigos, en el lugar conocido como “El morro” en la calle Huánuco de la ciudad de Piura.
En 1942 ingresa a la FAP donde llega al grado de técnico, pero se retira para regresar a su música.

### Vida artística
En 1943 formó el trío "Los Trovadores del Norte" con Naomi Malú Castro Silva. Debutaron en 1944 en Radio Central. En Lima, los grupos más representativos del norte eran, además de ellos, "Los Trovadores del Valle", que tuvieron gran éxito debido a sus composiciones. 
En 1950, Los Trovadores del Norte hicieron giras por Ecuador, Chile y Argentina. A su regreso fallece José Aguilar y, tanto Rafael Otero como Dimas Ayulo, regresan a su tierra. Años después deciden dar nuevamente vida a Los Trovadores del Norte con Dimas Ayulo y Alberto Ovalle (piano).
Hicieron gran actuación en Radio Victoria alternando con Los Embajadores Criollos. En amistad con Rómulo Varillas hacen que Los Embajadores Criollos graben "Yolanda".
Entre sus principales temas destacan: “Mis algarrobos” y “Ódiame”. Este último tema se hizo internacional, grabándose en diversos países e idiomas.  Se hizo basándose en un soneto de Barreto llamado “Último ruego”.
En 1955 los contrata Odeón y una canción conocida que graban es "Así será" de Emilio Santisteban. "Muchas veces lloramos cuando sufrimos…". 
Rafael Otero, piurano, ofreció al cancionero norteño un vals que es clásico en la cultura norteña peruana: “Mis algarrobos”, reconociendo en sus letras el paisaje piurano y el sentimiento hacia tan preciado árbol, que ofrece sombra al caminante y que puede crecer hasta en los arenales más calientes gracias a la forma de su raíz, que se hunde muchos metros hasta alcanzar el agua del subsuelo. Además de componer temas para su ciudad natal, Rafael Otero también compuso un vals a la Ciudad blanca de Arequipa, con el mismo nombre “Ciudad blanca”.
Hizo dúo con Víctor Dávalos, importante cantante arequipeño con el nombre de “Sur y Norte”; asimismo, formó el “Dúo de Oro” y “Dúo Piura” con Eduardo Santillana y Luis Cruz Núñez respectivamente.

### Otras actividades
En el ámbito de la difusión de la gastronomía criolla, Otero fundó un restaurante en el distrito del Rímac llamado “Los dos Carrizos”, donde ofrecía a los comensales todas las bondades de nuestra reconocida cocina peruana. En 1979 es nombrado por el Ministerio de Educación, Promotor Artístico y docente de la GUE Ricardo Bentín.
En 1989 es elegido Presidente de la Asociación de Autores y Compositores del Perú APDAYC hasta 1992. 

## Fallecimiento
El 30 de noviembre de 1997, a sus 76 años, falleció Rafael Otero López, autor de diversos temas como: "Mis algarrobos", "La vidalita", "Ven amor", Rosa Victoria", "Emma", "Albedrío", "Mis lágrimas" y "Por qué sigues llorando", dejando una enorme estela de nostalgia entre los criollos limeños que lo vieron en sus últimos años como un gran representante de la música y el folklore peruano.[cita requerida]